# Готтарди, Франц
Франц Готтарди (нем. Franz Gotthardi, венг. Ferenc Gotthardi; 1750 — 1795, Вена) — офицер австро-венгерской полиции, руководитель
Габсбургского политического сыска.

## Биография
Родился, предположительно, в Пеште. Работал торговцем и владельцем кофейни в Пеште. В период правления Иосифа II стал директором полиции и советником в Пеште.
Организовал для Габсбургов систему осведомителей и агентов-провокаторов королевской Венгрии. После, ему пришлось покинуть Венгрию и вернуться в Вену, где в 1790 году Леопольд II унаследовал императорскую корону после смерти своего бездетного брата.
Был назначен членом Имперского королевского совета и директором Бургтеатра. Под этим прикрытием действовал, как глава секретной полиции Габсбургов и вербовщиком-осведомителей. В его задачи входила слежка и противодействие деятельности масонов, иллюминатов и иезуитов. Среди тайный агентов, которых он завербовал, были политик, один из руководителей республиканского движения «венгерских якобинцев» Игнац Мартинович и писатель Леопольд Алоис Хоффман. Усердно поощрял шпионство, насаждал суровую полицейскую систему; притеснял печать и всякие иные проявления общественного мнения.
В 1792 году Франц II снял его с должности по обвинению в связях с так называемым якобинским заговором 1795 года, известным также под названием «заговор Мартиновича». Франц Готтарди был приговорен к 35 годам тюремного заключения.
Умер в тюрьме в 1795 году.